# Tu ne tueras point (film, 1961)
Pour les articles homonymes, voir Tu ne tueras point.
Pour plus de détails, voir Fiche technique et Distribution.
Tu ne tueras point est un film franco-yougoslavo-liechtensteinois réalisé par Claude Autant-Lara, sorti en 1961.
Présenté à la Mostra de Venise 1961, le film remporte la Coupe Volpi de la meilleure interprétation féminine pour Suzanne Flon.

## Synopsis
À la libération de Paris, Aldler, un allemand séminariste, exécute sur ordre un résistant. Pacifiste convaincu, hanté par ce souvenir, il se réfugie dans un cloitre. Voulant se protéger, son sergent, responsable de la sentence, pousse le père supérieur du séminaire à engager Aldler à se constituer prisonnier. 
Emprisonné à la prison du Cherche-Midi, Aldler partage sa cellule avec Jean-François Cordier, un objecteur de conscience, qui refuse d'effectuer son service militaire.
Aux termes de leur jugement respectif, Adler, bien qu'il ait tué est acquitté car il n'a fait qu'obéir à un ordre, alors que Cordier, pour avoir obéi à sa conscience, est condamné à un an de prison.

## Fiche technique
- Titre original : Tu ne tueras point
- Réalisateur : Claude Autant-Lara
- Scénaristes : Jean Aurenche et Pierre Bost
- Directeur de la photographie : Jacques Natteau
- Décors : Max Douy, Jacques Douy
- Musique : Charles Aznavour, Bernard Dimey
- Montage : Inès Collignon, Madeleine Gug
- Production : Moris Ergas
- Sociétés de production :  Columbia,  Loveen Films,  Gold Film Anstalt
- Pays d’origine :  France |  Yougoslavie |  Liechtenstein
- Langue originale : français
- Format : Noir et blanc — 35 mm — 2,35:1 — son Mono Franscope
- Genre : drame
- Durée : 123 minutes
- Dates de sortie : 
  - Yougoslavie : 26 juillet 1961
  - Italie : 21 août 1961 (Mostra de Venise) / 21 avril 1962 (sortie nationale)
  - Danemark : 31 octobre 1962
  - France : 5 juin 1963

## Distribution
- Laurent Terzieff : Jean-François Cordier
- Horst Frank : Rudolf Adler
- Suzanne Flon : la mère de Jean-François
- Dusan 'Krcun' Djordjevic (sr) (non crédité) : le père de Jean-François
- Vladeta Dragutinovic (sr) : Stein
- Dusan Perkovic (sr) (non crédité) : Karl Baumann, le major allemand
- Zoran Milosavljević (sr) : Heurteloup, le résistant français abattu par Adler
- Dusan Golumbovski (sr) (non crédité) : Pottier, un des 3 résistants français capturés
- Radovan Milanovic (non crédité) : Leblanc, un des 3 résistants français capturés
- Ivo Jaksic : l'abbé au monastère
- Mica Orlovic : le médecin major
- Marijan Lovric : le capitaine
- Zvonko Jovcic : le colonel
- Slobodan Simic : le président du tribunal
- Milivoje Popovic-Mavid : l'avocat

## Distinction
- Coupe Volpi de la meilleure interprétation féminine pour Suzanne Flon à la Mostra de Venise 1961

## Censure
Le service psychologique de l'Armée fait interdire la réalisation du film intitulé initialement « L'Objecteur ». La production et la réalisation auront finalement lieu en Yougoslavie. En 1961, Le film est interdit en France alors engagée dans la guerre d'Algérie, en Allemagne et en Italie. Dans ce dernier pays, le ministre des Spectacles juge le sujet « inopportun, subversif. » La chanson du film, L'Amour et la Guerre, écrite par Bernard Dimey et mise en musique et chantée par Charles Aznavour est interdite sur les ondes nationales dès 1960,. La sortie du film est autorisée en France en 1963, soit un an après les Accords d'Évian, mais sa sortie est programmée  durant la « morte-saison », il demeure longtemps inédit à la télévision française.